# Marc-Antoine de Malherbe
Pour les articles homonymes, voir Famille de Malherbe (Normandie) et de Malherbe.
Marc-Antoine de Malherbe est né à Aix-en-Provence le 14 décembre 1600 et il est mort au château de Cadenet le 13 juillet 1627. Fils du poète français François de Malherbe, il était réputé pour ses duels.

## Biographie

### Origines familiales
Son père, François de Malherbe, poète français né à Caen en 1555 est mort à Paris en 1628. Il combat dans les rangs de la Ligue et se marie à Aix-en-Provence où il s’installe. Protégé par Henri IV et Catherine de Médicis, il en reçoit des pensions en 1585. En 1605, partant pour Paris, il laisse sa femme à Aix avec leur fils Marc-Antoine.

### Premières querelles
En mai 1622, à l'époque de la Fête-Dieu, Marc-Antoine se querelle avec un jeune officier, Paul de Fortia de Piles, futur beau-fils du baron Jean-Baptiste Covet de Marignane, et aurait traité Fortia, de néophyte et même de retaillon, entraînant Marc-Antoine dans des démêlés avec la justice. L'injure avait piqué au vif Fortia, sa famille d'origine espagnole, était selon les rumeurs aixoises, supposée d'origine hébraïque. L'antijudaïsme s'exerçait sur la nouvelle aristocratie provençale, qualifiée de sang jaune, par la vieille noblesse d'épée. Or, il apparaît comme incontestable que la famille Fortia, dont l'origine catalane nourrissait la calomnie, ne comptait aucun Juif parmi ses aïeux, plusieurs des siens ayant été reçus dans l'Ordre de Malte. Le premier président, Monsieur d’Oppède, rend un arrêt de prise de corps contre Marc-Antoine, mais François de Malherbe fait des démarches à Paris pour obtenir des inhibitions du Conseil pour ôter au parlement de Provence la connaissance de cette affaire.

### Duel et condamnation
En juin 1624, Marc-Antoine tue en duel un bourgeois d’Aix, Raymond Audebert, et écrit à Monseigneur le Cardinal de Richelieu pour lui demander grâce. Mais il est décrété de prise de corps par le Parlement. Malherbe, qui était venu passer quelques mois à Aix à la même époque, emmène aussitôt avec lui son fils à Paris et l'envoie de là en Normandie pour le mettre à l’abri. Le 10 octobre, une sentence du sénéchal d’Aix le condamne à avoir la tête tranchée : 

« Il y a longtemps que je l’ai envoyé [Marc-Antoine] en Normandie, où il passe son temps, à ce qu’il m’écrit, mieux qu’en lieu où il ait jamais été. Je l’ai tiré d’ici, il y a fort longtemps, pour le doute que j’avais que ses deux parties ne lui eussent tendu quelque piège, comme j’ai découvert qu’ils avaient fait; mais j’eu mon nez, de quoi bien lui prit, et moi aussi. J’attends, avec un million de gentilshommes, un pardon général de tous les duels, dont le mariage de Madame sera le prétexte. »

— Malherbe, lettre à Racan du 13 décembre 1624

### Grâce et mort
En juin 1626, Malherbe obtient des lettres de grâce pour Marc-Antoine, si bien qu’en 1627, celui-ci revient à Aix. En juin de la même année, Paul de Fortia de Piles, y épouse une fille de Jean-Baptiste de Covet, baron de Trets et de Marignane, conseiller et garde des sceaux du Parlement. À l’occasion de la fête donnée au château de Cadenet, Malherbe fils a avec Fortia de Piles une nouvelle affaire dans laquelle il est tué en duel par celui-ci, assisté de Gaspard de Covet, baron de Bormes, son beau-frère, fils de Jean-Baptiste Covet de Marignane, le 13 juillet.

Raymond Lebègue, membre de l’Institut, dans son recueil des lettres de Peiresc à Malherbe écrit [réf. nécessaire]: : 

« une lettre de Peiresc à De Lomènie, en date du 19 juillet,[…], nous apprend que le 13 juillet, Marc-Antoine et d’autres aixois étaient accourus à Cadenet à quatre lieues d’Aix, pour empêcher un duel. Ils y réussirent. Mais, en quittant l’hôtellerie de Cadenet où ils avaient pris une collation, il échangea des mots avec Fortia de Piles, gendre du conseiller de Cauvet. Ils se battirent, vers cinq heures du soir; il reçut trois coups d’épée, dont deux mortels, et expira vers neuf heures. Tallemant des Réaux, informé par les amis parisiens de Malherbe, écrit : « Le fils de Malherbe étoit insolent, les autres ne le purent souffrir; ils se jetèrent dessus et le tuèrent. Celui qu’on accusoit s’apeloit Piles. Il n’étoit pas le seul sur Malherbe : les autres l’aidèrent à le dépêcher ». De fait, le sénéchal d’Aix condamna, un mois plus tard, Piles et Bormes, fils de Cauvet de Marignane, à la décapitation pour meurtre « douloureusement » commis. »

Le surlendemain le corps de Marc-Antoine est inhumé dans l'église des Pères Minimes à Aix-en-Provence. Malherbe, après avoir en 1624 eu recours à Louis XIII et Richelieu pour faire protéger son fils qui avait tué son adversaire en duel, écrit aux mêmes pour punir les coupables qui ont tué son fils en duel. Inconsolable, il ne survécut que quinze mois à son fils.
Malherbe avait écrit peu auparavant son décès, une diatribe à un de ses amis d'Aix-en-Provence, fortement teintée de haine antijuive : « Le Judaïsme s'est étendu jusque sur la Seine. Il serait à souhaiter qu'il fût demeuré sur le Jourdain et que cette canaille ne fût point mêlée comme elle est parmi les gens de bien. Il n'y a remède. Ma cause est bonne ; je combattrai partout et vaincrai partout avec l'aide de Dieu, fut-ce dans Jérusalem et devant les douze lignées d'Israël. »
L'affaire ayant été dépaysée, c'est par arrêt du Parlement de Toulouse, en date du 29 avril 1632, que le sieur de Fortia de Piles fut condamné au paiement d'une somme de huit cents livres pour faire prier Dieu pour le repos de l'âme de Marc-Antoine de Malherbe, somme applicable à l'église où son corps avait été enseveli. Les pères minimes d'Aix-en-Provence furent mis en possession de ladite somme de huit cents livres, par un second arrêt du même Parlement, daté du 6 janvier 1633. Portée devant ce Parlement du Languedoc, l'affaire avait été réduite à une altercation où les torts furent partagés.

### Les lettres de Peiresc
Les lettres de Nicolas-Claude Fabri de Peiresc à son ami Malherbe et de celles de Malherbe, nous apprennent un certain nombre de choses sur les personnages et leurs réactions.

Dans sa longue lettre d’Aix en Provence du 12 mai 1609, Peiresc informe en peu de mots son ami Malherbe que 

« Mr le baron de Cauvet a présenté ses lettres de conseiller et garde des sceaux de ceste province en intention de se faire recevoir ce mois prochain. Il a estudié durant six ou sept mois huit heures le jour sans interruption, et promet des merveilles. »

 Pas de commentaire ; il y a là un manque évident d’enthousiasme qui ne témoigne guère de rapports de qualité entre ces hommes.
Dans cette même lettre, et nous sommes dix huit ans avant le drame, Nicolas Peiresc s’inquiète auprès de Malherbe de son fils Marc-Antoine, alors à Aix chez sa mère :

« Il [Marc-Antoine] a un désir extreme de vous voir et d’estre près de vous, et je vous jure qu’il me fait d’auculnes fois penser qu’il y a des enfants au collège qui ont quatre ou cinq ans de plus que luy, lesquels n’ont pas tant de discernement, de capacité et d’asseurance que luy, et qui n’ont pas tant besoin de conduite et de bride. Car il est impossible qu’un esprit sy bouillant et sy esveillé ne se recognoisse et ne se roidisse quelquefois à des petites oppinions qui meritent souvent d’estre reprimees par personne redoubtée plus que ne peut estre une mère indulgente ou un simple pédagogue qui ne doibt point user entièrement de son pouvoyr ; la compagnie et l’émulation y fait aultant et plus que tout autre artiffice, mesme en des espritz sy sublimes. En somme, vous serez tant esbaÿ qu’il y faudra venir et en prendre le soing plusieurs années plustost que vous n’eussiez pensé selon les règles ordinaires. Quand à moy, je l’ayme sy uniquement que je ne puis me commander en ce discours, et vous supplie humblement de pardonner à ma passion sur ce subject… »

Malherbe ne tiendra aucun compte de cet avertissement. Marc-Antoine aura une vie houleuse et tuera donc un bourgeois d’Aix en 1624 avant que le drame ne le frappe lui-même, trois ans plus tard, le 13 juillet 1627. Peiresc, qui assiste Madame Malherbe seule à Aix, très touché, écrira à Malherbe, deux jours plus tard, le 15 juillet, montra sa compassion en des termes chaleureux :

« Je viens de me condouloir et de pleurer tout mon soul avec la pauvre désolée mère, madame de Malherbe, et vouldrois bien m’estre trouvé près de vous, … votre filz avoit gaigné le cœur de tant d’amis que vous avez en cez pays, et des siens propres, voire de tout ce qu’il y a de galantz hommes et de gens de bien, lesquels ne pouvoient assez admirer la bonne vie qu’il avoit reprinse et l’assiduité qu’il mettoit à l’estude depuis peu… Car ç’a esté lors qu’il estoit parvenu à un grand amendement de vie et de mœurs, et qu’il s’estoit entièrement desvoué à son service en une religion fort austere, auparavant qu’il eust le loisir ou le besoing de changer d’advis[…] »

Dans la suite de cette lettre, Nicolas Peiresc rapporte les besoins de vengeance de madame Malherbe et essaie de contenir celle de son mari qui s’acharnera à obtenir vengeance (« l’apathie des stoïciens n’étant point en moi… ») :

« […], laquelle [madame de Malherbe] dans les plus violentes secousses de sa douleur reprenoit ses forces pour en venir à ces termes en se resignant à son Dieu et implorant son secours et sa juste vengeance. Je crois que votre constance ne vous manquera pas à vous non plus en cette occasion, et que vous vous y resouldrez enfin comme tous vos meilleurs amis vous en conjurent […] »

André d’Astruc, avocat au Parlement de Provence, sera chargé par Malherbe d’assurer le procès contre les deux meurtriers, Covet et Piles. C’est ce même avocat qui avait été chargé de défendre Marc-Antoine quand celui-ci avait tué un bourgeois d’Aix en Provence. Du côté récidive, ce même Gaspard Covet avait été plus tôt impliqué dans une affaire de rapt.

Mais les Covet sont puissants. Dans sa lettres à Scipion du Périer (2 janvier 1628), Malherbe écrit : 

« je sais bien que le nom des Cauvet est un nom célèbre pour toutes les parties du monde et surtout au Levant ; […] »

 De plus l’archevêque d’Aix, Alphonse Louis Du Plessis de Richelieu, frère du cardinal-ministre, s’est toujours fait le protecteur des meurtriers de Marc-Antoine.
Malherbe interviendra en vain auprès des hommes de confiance du cardinal de Richelieu pour qu’il fasse changer d’avis son frère l’archevêque.

## Sonnet de Malherbe «Sur la mort du fils de l'auteur»
Que mon fils ait perdu sa dépouille mortelle,

Ce fils qui fut si brave et que j'aimai si fort,

Je ne l'impute point à l'injure du sort,

Puisque finir à l'homme est chose naturelle;

Mais que de deux marauds la surprise infidèle

Ait terminé ses jours d'une tragique mort,

En cela ma douleur n'a point de réconfort,

Et tous mes sentiments sont d'accord avec elle.

O mon Dieu, mon Sauveur, puisque, par la raison

Le trouble de mon âme étant sans guérison,

Le vœu de la vengeance est un vœu légitime,

Fais que de ton appui je sois fortifié :

Ta justice t'en prie, et les auteurs du crime

Sont fils de ces bourreaux qui t'ont crucifié.